# Lista siturilor arheologice din județul Teleorman - D
Lista siturilor arheologice din județul Teleorman - D conține toate siturile arheologice din județul Teleorman înscrise în Repertoriul Arheologic Național (RAN) și aflate în localități al căror nume începe cu litera D. RAN este administrat de Ministerul Culturii și Patrimoniului Național și cuprinde date științifice, cartografice, topografice, imagini și planuri, precum și orice alte informații privitoare la zonele cu potențial arheologic, studiate sau nu, încă existente sau dispărute.
Puteți căuta un sit din localitățile care încep cu litera D folosind formularul de mai jos sau puteți naviga prin toate siturile din județ la Lista siturilor arheologice din județul Teleorman.
| Cod RAN                                   | Denumire | Localitate                                        | Adresă                | Datare                         | Descoperit | Coordonate                                    | Imagine           | Erori            |
| ----------------------------------------- | --- | ------------------------------------------------- | --------------------- | ------------------------------ | ---------- | --------------------------------------------- | ----------------- | ---------------- |
| 152804.01.01                              | Tell-ul Gumelnița de la Drăcșenei - Măgura din Livezi / ansamblu anonim (Categorie: tell) (Tip: Tell)                                                                                          | sat Drăcșenei, comuna Drăcșenei                   | Măgura din Livezi     | Gumelnița                      |            | 44°14′04″N 24°59′52″E / 44.23444°N 24.99778°E | Încărcați imagine | Raportați eroare |
| 154898.01.01 (Cod LMI: TR-I-m-B-14200.02) | Situl arheologic de la Dulceanca - "La Locuri" / ansamblu anonim (Categorie: locuire civilă) (Tip: Așezare)                                                                                    | sat Dulceanca, comuna Vedea                       | La Locuri             | sec. III - IV                  |            | 44°05′00″N 25°06′34″E / 44.08333°N 25.10944°E | Încărcați imagine | Raportați eroare |
| 154898.01.02 (Cod LMI: TR-I-m-B-14200.01) | Situl arheologic de la Dulceanca - "La Locuri" / ansamblu anonim (Categorie: locuire civilă) (Tip: Așezare)                                                                                    | sat Dulceanca, comuna Vedea                       | La Locuri             | sec. V - VIII                  |            | 44°05′00″N 25°06′34″E / 44.08333°N 25.10944°E | Încărcați imagine | Raportați eroare |
| 154898.01.03 (Cod LMI: TR-I-m-B-14200.03) | Situl arheologic de la Dulceanca - "La Locuri" / ansamblu anonim (Categorie: locuire civilă) (Tip: Așezare)                                                                                    | sat Dulceanca, comuna Vedea                       | La Locuri             | Starčevo - Criș sec. II-I a.Ch |            | 44°05′00″N 25°06′34″E / 44.08333°N 25.10944°E | Încărcați imagine | Raportați eroare |
| 152779.01.01 (Cod LMI: TR-I-m-B-14197.02) | Situl arheologic de la Dobrotești - "Măgura Jidovului" / ansamblu anonim (Categorie: locuire civilă) (Tip: Tell)                                                                               | sat Dobrotești, comuna Dobrotești                 | Măgura Jidovului      | Gumelnița                      |            | 44°17′08″N 24°56′26″E / 44.28556°N 24.94056°E | Încărcați imagine | Raportați eroare |
| 152779.01.02 (Cod LMI: TR-I-m-B-14197.01) | Situl arheologic de la Dobrotești - "Măgura Jidovului" / ansamblu anonim (Categorie: locuire civilă) (Tip: Așezare)                                                                            | sat Dobrotești, comuna Dobrotești                 | Măgura Jidovului      |                                |            | 44°17′08″N 24°56′26″E / 44.28556°N 24.94056°E | Încărcați imagine | Raportați eroare |
| 152779.02.01                              | Așezarea din epoca bronzului de la Dobrotești - "Lacul cu cremene" / ansamblu anonim (Categorie: locuire civilă) (Tip: Așezare)                                                                | sat Dobrotești, comuna Dobrotești                 | Locul cu cremene      |                                |            | 44°16′13″N 24°51′34″E / 44.27028°N 24.85944°E | Încărcați imagine | Raportați eroare |
| 152822.01.01 (Cod LMI: TR-I-s-B-14198)    | Așezarea Gumelnița de la Drăcșani - "Măgura de la Drăcșani" / ansamblu anonim (Categorie: locuire civilă) (Tip: Așezare)                                                                       | sat Drăcșani, comuna Drăcșenei                    | Măgura de la Drăcșani | Gumelnița                      |            |                                               | Încărcați imagine | Raportați eroare |
| 154898.02.01                              | Așezarea din epoca migrațiilor de la Dulceanca / ansamblu anonim (Categorie: locuire civilă) (Tip: Așezare)                                                                                    | sat Dulceanca, comuna Vedea                       |                       | sec. V - VI                    |            |                                               | Încărcați imagine | Raportați eroare |
| 152877.01.01 (Cod LMI: TR-I-s-B-14199)    | Tell-ul Latene de șa Drăgănești de Vede - "Măgura cu liliac" / ansamblu anonim (Categorie: locuire civilă) (Tip: Tell)                                                                         | sat Drăgănești de Vede, comuna Drăgănești de Vede | Măgura cu liliac      | Gumelnița                      |            | 44°07′50″N 25°04′24″E / 44.13055°N 25.07333°E | Încărcați imagine | Raportați eroare |
| 153678.01.01 (Cod LMI: TR-II-a-A-14338)   | Situl Bisericii "Arhanghelul Mihail" a fostei Mănăstiri Aluniș-Plăviceni de la Dudu / ansamblu Biserica veche (Categorie: structură de cult/religioasă) (Tip: biserică)                        | sat Dudu, comuna Plopii-Slăvitești                | La Mănăstire          | Sf. sec. XVI                   | 1995       | 43°58′38″N 24°39′30″E / 43.97722°N 24.65833°E | Încărcați imagine | Raportați eroare |
| 153678.01.02 (Cod LMI: TR-II-a-A-14338)   | Situl Bisericii "Arhanghelul Mihail" a fostei Mănăstiri Aluniș-Plăviceni de la Dudu / ansamblu Biserica lui Dragomir (Categorie: structură de cult/religioasă) (Tip: biserică)                 | sat Dudu, comuna Plopii-Slăvitești                | La Mănăstire          | 1648                           | 1995       | 43°58′38″N 24°39′30″E / 43.97722°N 24.65833°E | Încărcați imagine | Raportați eroare |
| 153678.01.02 (Cod LMI: TR-II-a-A-14338)   | Situl Bisericii "Arhanghelul Mihail" a fostei Mănăstiri Aluniș-Plăviceni de la Dudu / ansamblu Biserica lui Dragomir / complex anonim (Categorie: structură de cult/religioasă) (Tip: mormânt) | sat Dudu, comuna Plopii-Slăvitești                | La Mănăstire          | Sec. XVII                      | 1995       | 43°58′38″N 24°39′30″E / 43.97722°N 24.65833°E | Încărcați imagine | Raportați eroare |
| 153678.01.03 (Cod LMI: TR-II-a-A-14338)   | Situl Bisericii "Arhanghelul Mihail" a fostei Mănăstiri Aluniș-Plăviceni de la Dudu / ansamblu anonim (Categorie: structură de cult/religioasă) (Tip: Stăreție)                                | sat Dudu, comuna Plopii-Slăvitești                | La Mănăstire          | ante 1648                      | 1995       | 43°58′38″N 24°39′30″E / 43.97722°N 24.65833°E | Încărcați imagine | Raportați eroare |
| 153678.01.04 (Cod LMI: TR-II-a-A-14338)   | Situl Bisericii "Arhanghelul Mihail" a fostei Mănăstiri Aluniș-Plăviceni de la Dudu / ansamblu anonim (Categorie: structură de cult/religioasă) (Tip: ziduri de incintă)                       | sat Dudu, comuna Plopii-Slăvitești                | La Mănăstire          | ante 1648                      | 1995       | 43°58′38″N 24°39′30″E / 43.97722°N 24.65833°E | Încărcați imagine | Raportați eroare |
| 153678.01.05 (Cod LMI: TR-II-a-A-14338)   | Situl Bisericii "Arhanghelul Mihail" a fostei Mănăstiri Aluniș-Plăviceni de la Dudu / ansamblu anonim (Categorie: structură de cult/religioasă) (Tip: Turn clopotniță)                         | sat Dudu, comuna Plopii-Slăvitești                | La Mănăstire          | ante 1648                      | 1995       | 43°58′38″N 24°39′30″E / 43.97722°N 24.65833°E | Încărcați imagine | Raportați eroare |
| 153678.01.06 (Cod LMI: TR-II-a-A-14338)   | Situl Bisericii "Arhanghelul Mihail" a fostei Mănăstiri Aluniș-Plăviceni de la Dudu / ansamblu anonim (Categorie: structură de cult/religioasă) (Tip: Chilii)                                  | sat Dudu, comuna Plopii-Slăvitești                | La Mănăstire          | ante 1648                      | 1995       | 43°58′38″N 24°39′30″E / 43.97722°N 24.65833°E | Încărcați imagine | Raportați eroare |
| 153678.01.07 (Cod LMI: TR-II-a-A-14338)   | Situl Bisericii "Arhanghelul Mihail" a fostei Mănăstiri Aluniș-Plăviceni de la Dudu / ansamblu anonim (Categorie: structură de cult/religioasă) (Tip: Cimitir)                                 | sat Dudu, comuna Plopii-Slăvitești                | La Mănăstire          | sec. XVI-XIX                   | 1995       | 43°58′38″N 24°39′30″E / 43.97722°N 24.65833°E | Încărcați imagine | Raportați eroare |